# Zelle R 17
Zelle R 17 (Originaltitel: Brute Force) ist ein US-amerikanischer Film-Noir von Jules Dassin aus dem Jahr 1947. Der in Schwarzweiß gedrehte Film entstand nach einer Erzählung von Robert Patterson und enthält Elemente des Gefängnisfilms.
In der Haftanstalt Westmore leiden die Insassen unter den Übergriffen des sadistischen Oberaufsehers Munsey. Die Häftlinge wiederum gehen mit ebensolcher Brutalität gegen Spitzel in den eigenen Reihen vor. Als die Situation unerträglich wird, plant eine Handvoll Männer den Ausbruch.

## Handlung
An einem regnerischen Morgen schauen vier Zelleninsassen aus einem Fenster des Westmore-Gefängnisses und sehen, dass ihr Zellengenosse Joe Collins aus der Isolationshaft kommt. Joe ist wütend und spricht von Ausbruch. Während die Wärter, befehligt von dem sadistischen Oberaufseher Munsey, versuchen, die Disziplin aufrechtzuerhalten, warnt der Gefängnisarzt, die Haftanstalt sei ein Pulverfass, das explodieren würde, wenn man nicht vorsichtig sei.
Joes Anwalt erzählt ihm bei einem Besuch, Joes Frau Ruth werde sich erst einer notwendigen Operation unterziehen, wenn Joe dabei sei, obwohl sie in Lebensgefahr schwebe. In der Gefängniswerkstatt töten die Häftlinge ihren Mithäftling Wilson, der mit Munsey kollaboriert und Joes Isolationshaft verschuldet hat, indem sie ihn in eine Presse abdrängen. Joe hat durch eine Visite beim Gefängnisarzt ein Alibi.
Joe ersucht den Mithäftling Gallagher um Hilfe für einen Ausbruch, doch der hat Aussicht auf eine vorzeitige Entlassung, die er nicht aufs Spiel setzen will. Erst als ein Häftling durch Munsey in den Selbstmord getrieben wird und die Gefängnisleitung alle Privilegien widerruft, ist Gallagher bereit, mit Joe einen Plan auszuhecken. Durch die Erstürmung eines Wachturms wollen sie die Kontrolle der Zugbrücke, der einzigen Zufahrt zum Gefängnis, an sich reißen. Doch das Vorhaben wird verraten, die Insassen beginnen eine Revolte, die brutal und blutig niedergeschlagen wird. Joe und Munsey kommen beim Kampf um den Wachturm ums Leben.

## Hintergrund
Die einzigen weiblichen Charaktere des Films sind in kurzen Rückblenden zu sehen. Diese waren ursprünglich nicht vorgesehen, wurden jedoch von Produzent Mark Hellinger gegen den Willen des Regisseurs Jules Dassin durchgesetzt.
Wegen der für damalige Verhältnisse expliziten Gewaltdarstellung kam es zu erbitterten Auseinandersetzungen zwischen Produzent Hellinger und Joseph Breen, dem damaligen Vorsitzenden der amerikanischen Zensurbehörde. Letztlich mussten nur wenige Szenen abgeschwächt werden, aber die Fehde führte zum unwiderruflichen Bruch zwischen den vormals befreundeten Männern.
Gleich drei Mitwirkende an dem Film wurden kurz darauf Opfer des Komitees für unamerikanische Umtriebe und erhielten Berufsverbot: Regisseur Dassin, Darsteller Art Smith (Gefängnisarzt) und Roman Bohnen, der einen der Wärter spielt.
Der Film startete im Sommer 1947 in den USA, in Deutschland am 27. Oktober 1950.

## Kritiken
Das Lexikon des internationalen Films bezeichnete Zelle R 17 als „[h]artes Melodram, nicht nur hinsichtlich der Darsteller ein Film großer Namen aus dem alten Erzählkino Hollywoods“. Cinema schrieb, Jules Dassins habe mit diesem Gefängnisdrama „einen Klassiker des Genres“ geschaffen. Die Fernsehzeitschrift Prisma sprach von einem „düsteren Gefängnisfilm-Klassiker“, bei dem es Regisseur Dassin geschafft habe, „mit drastischen Bildern die Willkür in Gefängnissen eindrucksvoll darzustellen“.
Christoph Huber konstatierte auf filmzentrale.com: „Dassins klarer, ernüchterter, packender Blick auf die Machtverhältnisse – ‚Kindness is weakness and weakness makes followers, not leaders‘ – ist bei aller Härte nur eine ungenügende Vorwarnung für den Showdown. […] Einen gnadenloseren, brutaleren, verzweifelteren Schluss gibt es in der Geschichte des ganzen Hollywoodkinos nicht.“

## Synchronisation
Die deutsche Synchronfassung entstand 1950 bei der Ultra Film Synchron GmbH, München.
| Rolle            | Darsteller       | Synchronsprecher       |
| ---------------- | ---------------- | ---------------------- |
| Joe Collins      | Burt Lancaster   | Curt Ackermann         |
| Capt. Munsey     | Hume Cronyn      | Wolfgang Preiss        |
| Gallagher        | Charles Bickford | Walter Holten          |
| Gina Ferrara     | Yvonne De Carlo  | Eva Vaitl              |
| Cora Lister      | Ella Raines      | Eleonore Noelle        |
| Louie Miller     | Sam Levene       | Werner Lieven          |
| „Freshman“ Stack | Jeff Corey       | Ernst Fritz Fürbringer |
| Spencer          | John Hoyt        | Peter Pasetti          |
| Muggsy           | Vince Barnett    | Heinz Leo Fischer      |
| Robert Becker    | Howard Duff      | Peter Pasetti          |
| Dr. Walters      | Art Smith        | Hans Hinrich           |
| Tom Lister       | Whit Bissell     | Richard Münch          |